# Діскаверер-22
Діскаверер-22 (англ. Discoverer 22 — відкривач), інші назви КейЕйч-2 4 (англ. KH-2 4), КейЕйч-2 9015 (англ. KH-2 9015), Корона 9015 (англ. CORONA 9015) — четвертий американський розвідувальний супутник серії КейЕйч-2 (англ. KH-2, Key Hole — замкова шпарина), що запускались за програмою Корона. Невдалий запуск.
Космічний апарат мав чорно-білу панорамну фотокамеру з низькою роздільною здатністю і спускну капсулу для повернення відзнятої плівки.

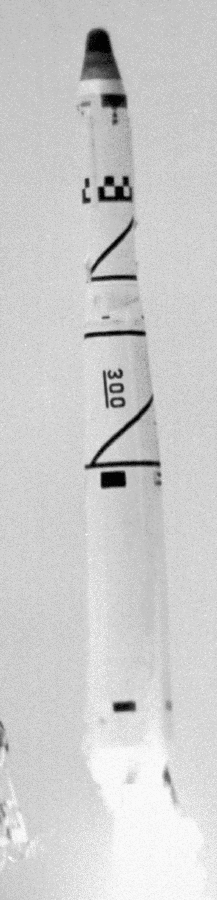
Запуск ракети-носія Тор-Аджена-Бі з Діскаверером-22

## Опис
Апарат у формі циліндра було змонтовано у верхній частині ступеня Аджена-Бі. Апарат мав панорамну фотокамеру з низькою роздільною здатністю (9 м) і з фокусною відстанню 61 см, телеметричну систему, плівковий магнітофон, приймачі наземних команд, сканер горизонту. Зображення мали записуватись на плівку шириною 70 мм. Живлення мали забезпечувати нікель-кадмієві акумулятори. Орієнтація апарата мала здійснюватись газовими двигунами на азоті.
У верхній частині апарата розташовувалась капсула ЕсЕрВі-509 (англ. SRV-509) діаметром 84 см довжиною 69 см. Капсула мала відсік для відзнятої фотоплівки, парашут, радіомаяк, твердопаливний гальмівний двигун. Капсулу мав упіймати спеціально обладнаний літак під час спуску на парашуті, у випадку невдачі капсула могла недовго плавати на поверхні океану, після чого тонула, щоб уникнути потрапляння секретного вмісту до ворожих рук.

## Запуск
30 березня 1961 року о 20:34 UTC ракетою-носієм Тор-Аджена-Бі з бази Ванденберг було запущено Діскаверер-22. Внаслідок збою в системі управління другим ступенем апарат не вийшов на орбіту.